# Линдстром, Аксель
Аксель Олаф Линдстром (швед. Axel Olaf Lindstrom, 26 августа 1895, Густавсберг — 24 июня 1940, Ашвилл, Северная Каролина) — американский бейсболист шведского происхождения, питчер. Провёл одну игру в сезоне 1916 года за «Филадельфию Атлетикс».

## Карьера
Аксель Линдстром родился 26 августа 1895 года в Густавсберге. Позднее эмигрировал в США. Единственную игру в Главной лиге бейсбола провёл 3 октября 1916 года против «Бостон Ред Сокс», сделав сейв.
Покинув лигу, он служил в армии во время Первой мировой войны. После возвращения с фронта Аксель продолжил спортивную карьеру, играя в младших лигах за «Вустер Бустерс», «Нью-Хейвен Профс», «Нэшвилл Волантирс», «Уилкс-Барре Баронс», «Толидо Мад Хенс» и «Мобил Беарс». Завершив карьеру, работал ампайром в Лиге Пидмонта.
Линдстром умер 24 июня 1940 года после падения на улице в Ашвилле, Северная Каролина.